# Борис Трайковський (стадіон)
«Борис Трайковський» (мак. Стадион Борис Трајковски) — футбольний стадіон у мікрорайоні Мацари (район Гази-Баба) в місті Скоп'є, Північна Македонія. Названий на честь Бориса Трайковського, другого президента Республіка Македонія. Вміщує 3000 глядачів, в тому числі передбачено 100 місць у VIP-ложі та 60 місць для ЗМІ. 
Домашня арена клубу «Младжари Солідарност». У сезонах 2013/14 та 2014/15 років на ньому тимчасово виступали «Тетекс» та «Горно Лисиче».
Один зі стадіонів Дівочого чемпіонату Європи U-19 2010 року. На ньому відбулися три матчі групового етапу.